# Донка Чешмеджиева
Донка Чешмеджиева е българска учителка и революционерка, деятелка на Вътрешната македоно-одринска революционна организация.

## Биография
Родена е в централномакедонския български град Прилеп, който тогава е в Османската империя. Става учителка и Българската екзархия я назначава в август 1892 година в град Кичево, където преподава заедно с Мария Николова от Кичево, Лев Карадимчев от Охрид и Иван Нелчинов от Охрид. Чешмеджиева преподава в III - ІV отделение и в I клас.
Чешмеджиева става членка на първия околийски революционен комитет в града заедно с търговеца Насте Бунгуров, игумена на манастира „Пречиста“ – архимандрит Софроний и учителя Лука Джеров.